# Foedus
Een foedus (mv.: foedera) was een (bilateraal) verdrag of overeenkomst tussen Rome en een niet-Romeinse stad of volk, die hierdoor respectievelijk als civitates foederatae en foederati werden erkend. Men maakte hierbij een onderscheid tussen een foedus aequum (gelijk) en een foedus inaequum (ongelijk), waarmee de verhouding tussen Rome en de niet-Romeinse stad of volk werd aangegeven. Een foedus inaequum hield in dat men verplicht was militaire versterking aan Rome te verlenen.